# Trenerzy Korony Kielce
Artykuł przedstawia historię i listę trenerów Korony Kielce, od 1973, gdy zatrudniono pierwszego szkoleniowca, do dziś.

## Historia
Pierwszym trenerem Korony Kielce, po utworzeniu klubu 10 lipca 1973 został Zbigniew Pawlak, który wcześniej pracował w Iskrze Kielce. Pod jego wodzą klub walczył ze zmiennym szczęściem. W rundzie wiosennej sezonu 1973/1974 kielecki zespół objął już trener Bogumił Gozdur. Pracował z drużyną przez cztery i pół roku, a w tym czasie wywalczył z nią pierwszy awans do II ligi. Otrzymał za to odznakę „Za zasługi dla Kielecczyzny”. Pobyt wśród drugoligowych klubów nie trwał długo – Korona zajmując przedostatnie miejsce została zdegradowana. Po Gozdurze, który odszedł do Błękitnych Kielce, klub objął pochodzący z Łodzi Zbigniew Lepczyk. Następnie zespół przejął Marian Szczechowicz z Warszawy, któremu pomagał Ryszard Predygier. Obaj szkoleniowcy byli ponadto pomysłodawcami młodzieżowej imprezy piłkarskiej – Minimundialu – rozegranej po raz pierwszy w Kielcach w 1978, zorganizowanej pod patronatem redakcji „Echa Dnia”. Następnym szkoleniowcem kieleckiej drużyny został Wojciech Niedźwiecki z Gdyni, którego w 1980 zastąpił Antoni Hermanowicz. Po jego wodzą klub ponownie awansował do zaplecza I ligi. Później trenerem był Józef Golla, były piłkarz m.in. Ruchu Chorzów i ROW Rybnik.
W sezonie 1984/1985 po raz pierwszy Koronę prowadził Czesław Palik, który w Kielcach pracował najdłużej ze wszystkich szkoleniowców – z zespołem spędził łącznie siedem i pół roku. W drugiej połowie lat 80. trenerami drużyny byli Czesław Fudalej, Witold Sokołowski oraz ponownie Antoni Hermanowicz i Bogumił Gozdur. W przerwie zimowej rozgrywek 1985/1986 zespołem opiekowali się także Stanisław Maj i Bonawentura Marciniak. W sezonie 1992/1993 Koronę przejął jedyny zagraniczny szkoleniowiec – Ukrainiec Wołodymyr Bułhakow. Zakończył on jednak przygodę z kieleckim zespołem tuż po rundzie jesiennej. Jego miejsce zajął Marian Puchalski, pod wodzą którego Korona spadła do III ligi. Następnie funkcję trenera sprawowali Antoni Hermanowicz, Marek Parzyszek, Czesław Palik i Włodzimierz Gąsior, który w 1997 wywalczył z klubem promocję do II ligi. Później drużynę prowadzili również Stanisław Gielarek, Antoni Hermanowicz, Jacek Zieliński I, Czesław Palik i Robert Orłowski. Przed rundą wiosenną sezonu 2002/2003 trenerem Korony został Dariusz Wdowczyk. W sezonie 2003/2004 uzyskał z nią awans do II ligi, a po rundzie jesiennej kolejnych rozgrywek klub zajmował trzecią lokatę. Jego następcą był Ryszard Wieczorek, pod kierunkiem którego klub wywalczył historyczny awans do Orange Ekstraklasy oraz dotarł w sezonie 2006/2007 do finału Pucharu Polski, w którym nie sprostał Dyskobolii Grodzisk Wielkopolski.
7 maja 2007 z funkcji trenera pierwszego zespołu został zwolniony Ryszard Wieczorek. Powodem tej decyzji były słabe wyniki drużyny, a przede wszystkim styl i postawa zespołu, która była daleka od oczekiwań zarządu. Ówczesny właściciel klubu Krzysztof Klicki oraz jego prezes Wiesław Tkaczuk przyznali, że Wieczorek, który w Koronie pracował dwa i pół roku, był najlepszym trenerem w jej historii. Na jego miejsce powołano Arkadiusza Kaliszana, zaś drugim trenerem został Arkadiusz Bilski. W sezonie 2007/2008 zespół prowadził Jacek Zieliński II. Na początku czerwca 2008 trenerem Korony został Włodzimierz Gąsior. Miesiąc później Wydział Dyscypliny PZPN, mając dowody dostarczone przez prokuraturę we Wrocławiu (ustawienie 14 meczów w sezonie 2003/2004), ukarał Koronę degradacją o jedną klasę rozgrywkową. Od maja 2009 w pierwszoligowych rozgrywkach, w których klub zajął 3. miejsce, kielecką drożynę prowadził Marek Motyka. 15 lipca, dzięki decyzji Komisji ds. Nagłych PZPN Korona bezpośrednio awansowała do Ekstraklasy. Zwolnionego w listopadzie 2009 Motykę (powodem rozwiązania kontraktu były niesatysfakcjonujące wyniki sportowe) zastąpił Marcin Sasal, który nie mógł od razu podjąć pracy, dlatego też w ligowym meczu z Ruchem Chorzów zespół prowadził Marcin Gawron.

## Lista trenerów Korony Kielce

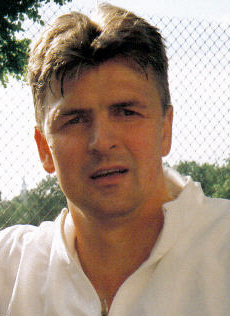
Dariusz Wdowczyk prowadził Koronę w latach 2002–2004

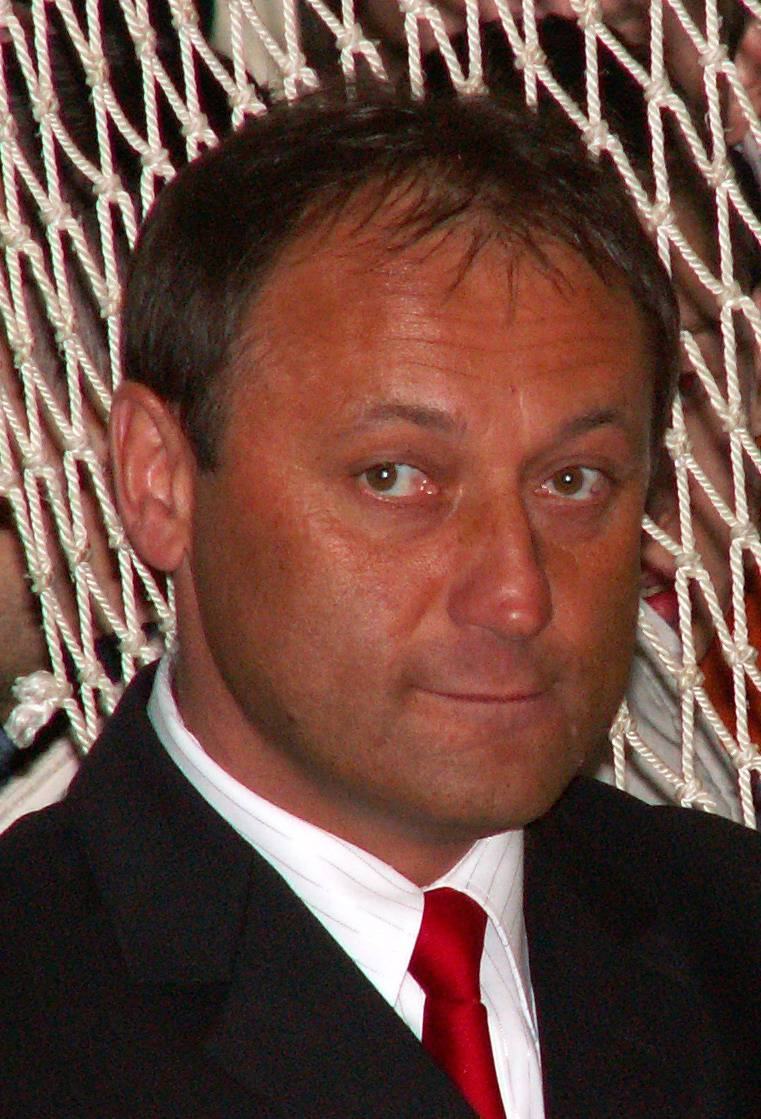
Ryszard Wieczorek prowadził Koronę w latach 2004–2007

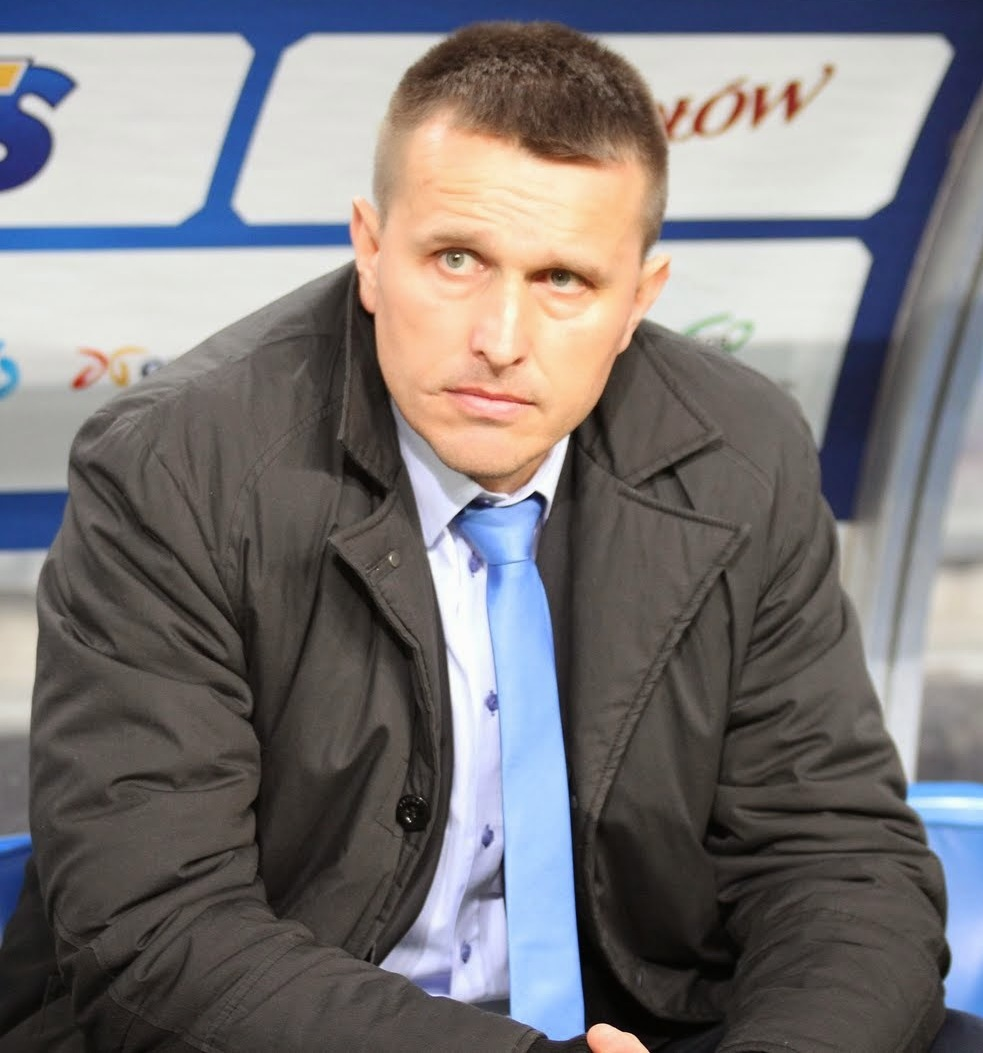
Leszek Ojrzyński prowadził Koronę w latach 2011–2013 i 2021-22

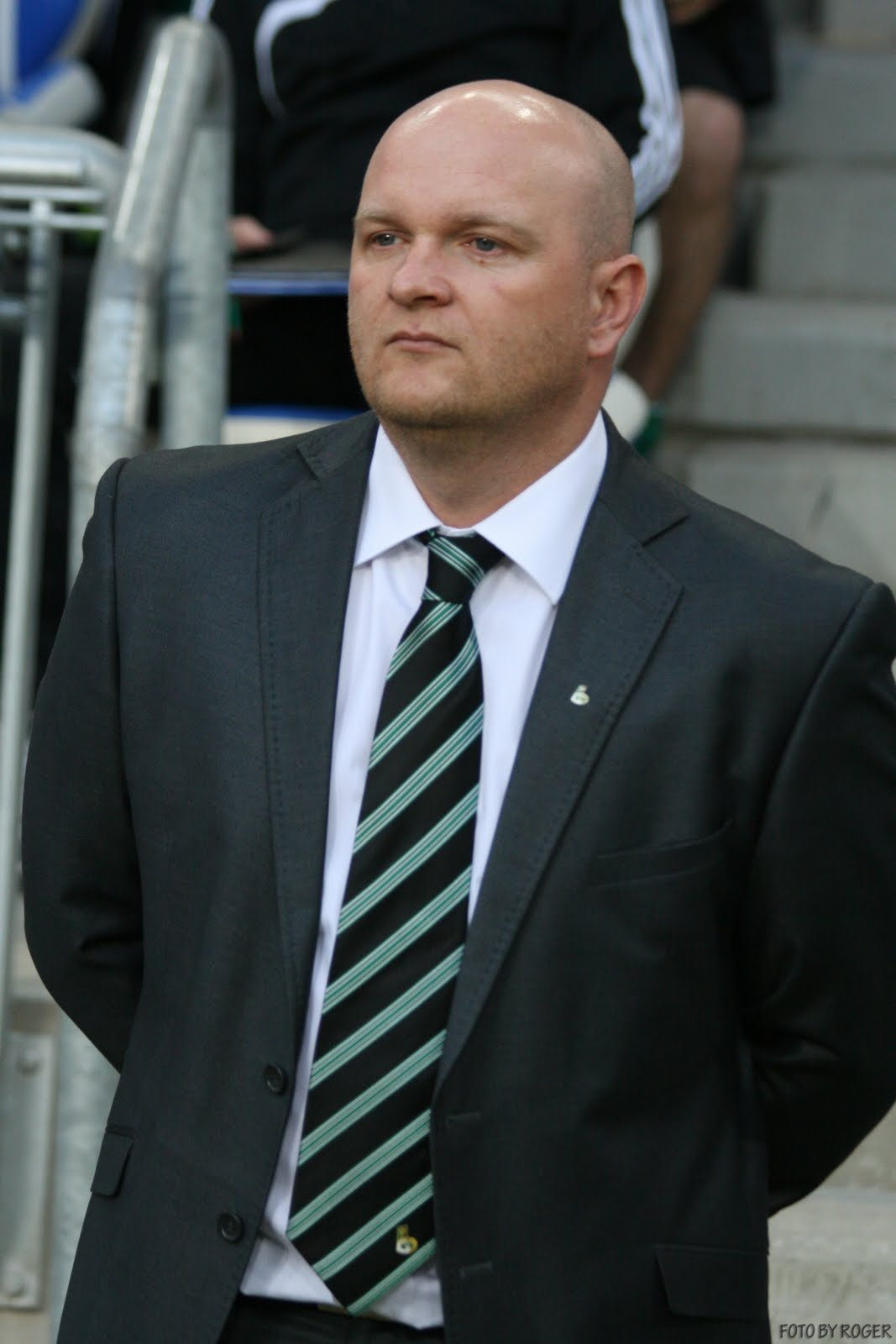
Maciej Bartoszek prowadził Koronę w latach 2016–2017 i 2020–2021

| Lp. | Kadencja  | Nazwisko                       | Uwagi                                                                                      | Przypis       |
| --- | --------- | ------------------------------ | ------------------------------------------------------------------------------------------ | ------------- |
| 1.  | 1973      | Zbigniew Pawlak                |                                                                                            | [ 1 ]         |
| 2.  | 1973–1977 | Bogumił Gozdur                 | Awans do II ligi; spadek do III ligi                                                       | [ 5 ]         |
| 3.  | 1978      | Zbigniew Lepczyk               |                                                                                            | [ 5 ]         |
| 4.  | 1979      | Marian Szczechowicz            |                                                                                            | [ 5 ]         |
| 5.  | 1979–1980 | Wojciech Niedźwiedzki          |                                                                                            | [ 5 ]         |
| 6.  | 1980–1983 | Antoni Hermanowicz             | Awans do II ligi                                                                           | [ 2 ]         |
| 7.  | 1983–1984 | Józef Golla                    |                                                                                            | [ 4 ]         |
| 8.  | 1984–1985 | Czesław Palik                  |                                                                                            | [ 5 ]         |
| 9.  | 1985      | Czesław Fudalej                |                                                                                            | [ 5 ]         |
| 10. | 1986      | Witold Sokołowski              | Spadek o III ligi                                                                          | [ 2 ]         |
| 11. | 1986      | Antoni Hermanowicz             |                                                                                            | [ 5 ]         |
| 12. | 1986      | Bogumił Gozdur                 |                                                                                            | [ 5 ]         |
| 13. | 1987–1988 | Antoni Hermanowicz             |                                                                                            | [ 5 ]         |
| 14. | 1988–1992 | Czesław Palik                  | Awans do II ligi                                                                           | [ 2 ]         |
| 15. | 1992      | Wołodymyr Bułhakow             |                                                                                            | [ 5 ]         |
| 16. | 1993      | Marian Puchalski               | Spadek do III ligi                                                                         | [ 18 ]        |
| 17. | 1993      | Antoni Hermanowicz             |                                                                                            | [ 5 ]         |
| 18. | 1994      | Marek Parzyszek                |                                                                                            | [ 18 ]        |
| 19. | 1994–1996 | Czesław Palik                  |                                                                                            | [ 2 ]         |
| 20. | 1996–1999 | Włodzimierz Gąsior             | Awans do II ligi                                                                           | [ 2 ]         |
| 21. | 1999      | Stanisław Gielarek             |                                                                                            | [ 18 ]        |
| 22. | 2000      | Antoni Hermanowicz             | Spadek do III ligi                                                                         | [ 5 ]         |
| 23. | 2000      | Jacek Zieliński I              |                                                                                            | [ 21 ]        |
| 24. | 2001      | Czesław Palik                  |                                                                                            | [ 5 ]         |
| 25. | 2001–2002 | Robert Orłowski                |                                                                                            | [ 2 ]         |
| 26. | 2002      | Tomasz Muchiński               |                                                                                            | [ 5 ]         |
| 27. | 2002–2004 | Dariusz Wdowczyk               | Awans do II ligi                                                                           | [ 23 ]        |
| 28. | 2004–2007 | Ryszard Wieczorek              | Awans do I ligi; finał pucharu Polski                                                      | [ 5 ]         |
| 29. | 2007      | Arkadiusz Kaliszan             |                                                                                            | [ 5 ]         |
| 30. | 2007–2008 | Jacek Zieliński II             | Degradacja do I ligi                                                                       | [ 5 ]         |
| 31. | 2008–2009 | Włodzimierz Gąsior             |                                                                                            | [ 27 ]        |
| 32. | 2009      | Marek Motyka                   | Awans do Ekstraklasy                                                                       | [ 29 ]        |
| 33. | 2009      | Marcin Gawron (tymczasowo)     |                                                                                            | [ 30 ]        |
| 34. | 2009–2011 | Marcin Sasal                   |                                                                                            | [ 31 ]        |
| 35. | 2011      | Włodzimierz Gąsior             |                                                                                            | [ 32 ]        |
| 36. | 2011-2013 | Leszek Ojrzyński               |                                                                                            | [ 33 ]        |
| 37. | 2013-2014 | José Rojo Martín               |                                                                                            | [ 34 ]        |
| 38. | 2014-2015 | Ryszard Tarasiewicz            |                                                                                            | [ 35 ]        |
| 39. | 2015-2016 | Marcin Brosz                   |                                                                                            | [ 36 ]        |
| 40. | 2016      | Tomasz Wilman                  |                                                                                            | [ 37 ]        |
| 41. | 2016      | Sławomir Grzesik (tymczasowo)  |                                                                                            | [ 38 ]        |
| 42. | 2016-2017 | Maciej Bartoszek               | Po raz pierwszy w historii klubu – zakwalifikowanie się do grupy mistrzowskiej Ekstraklasy | [ 40 ]        |
| 43. | 2017-2019 | Gino Lettieri                  |                                                                                            | [ 41 ]        |
| 44. | 2019      | Sławomir Grzesik (tymczasowo)  |                                                                                            | [ 38 ]        |
| 45. | 2019-2020 | Mirosław Smyla                 |                                                                                            | [ 42 ]        |
| 46. | 2020-2021 | Maciej Bartoszek               | Spadek do I ligi                                                                           | [ 44 ]        |
| 47. | 2021      | Kamil Kuzera (tymczasowo)      |                                                                                            | [ 45 ]        |
| 48. | 2021      | Dominik Nowak                  |                                                                                            | [ 46 ] [ 47 ] |
| 49. | 2021      | Kamil Kuzera (tymczasowo)      |                                                                                            | [ 47 ]        |
| 50. | 2021-2022 | Leszek Ojrzyński               | Awans do Ekstraklasy                                                                       | [ 49 ]        |
| 51. | 2022-2024 | Kamil Kuzera                   |                                                                                            | [ 50 ] [ 51 ] |
| 52. | 2024      | Mariusz Arczewski (tymczasowo) |                                                                                            | [ 52 ]        |
| 53. | 2024-     | Jacek Zieliński I              |                                                                                            | [ 53 ]        |

## Statystyki trenerów od 2002
Statystyki obejmują trenerów pracujących w Koronie Kielce od początku sezonu 2002/2003, gdy klub występował w III lidze, a funkcję szkoleniowca pełnił Tomasz Muchiński.
Statystyki nie uwzględniają Roberta Dziuby, trenera który w drużynie pracował przez pięć dni w maju 2009. Klub nie rozegrał wówczas żadnego meczu, dostał jedynie walkowera za spotkanie z Kmitą Zabierzów.
Uwzględniono Marcina Gawrona i Sławomira Grzesika (trenerzy tymczasowi), pod których wodzą Korona rozegrała po jednym pojedynku (w przypadku Sławomira Grzesika jego pierwszy epizod prowadzenia zespołu z Kielc).
W statystykach zostały uwzględnione mecze oficjalne tj. ligowe, pucharu Polski, pucharu województwa, pucharu Ekstraklasy. Nie uwzględniono spotkań nieoficjalnych, towarzyskich, sparingowych itp.
| Imię i nazwisko               | Od                   | Do                   | M  | Z  | R  | P  | %Z    | Przypisy             |
| ----------------------------- | -------------------- | -------------------- | -- | -- | -- | -- | ----- | -------------------- |
| Tomasz Muchiński              | lato 2002            | 23 września 2002     | 10 | 4  | 2  | 4  | 40    | [ 58 ]               |
| Dariusz Wdowczyk              | 23 września 2002     | 13 grudnia 2004      | 94 | 65 | 15 | 14 | 69.15 | [ 58 ] [ 59 ] [ 60 ] |
| Ryszard Wieczorek             | 13 grudnia 2004      | 7 maja 2007          | 97 | 48 | 28 | 21 | 49.48 | [ 60 ] [ 61 ] [ 62 ] |
| Arkadiusz Kaliszan            | 7 maja 2007          | 15 czerwca 2007      | 7  | 1  | 1  | 5  | 14.29 | [ 62 ]               |
| Jacek Zieliński II            | 15 czerwca 2007      | 3 czerwca 2008       | 38 | 17 | 9  | 12 | 44.74 | [ 63 ]               |
| Włodzimierz Gąsior            | 3 czerwca 2008       | 14 maja 2009         | 31 | 15 | 7  | 9  | 48.39 | [ 64 ]               |
| Marek Motyka                  | 18 maja 2009         | 24 listopada 2009    | 20 | 8  | 4  | 8  | 40    | [ 64 ] [ 65 ]        |
| Marcin Gawron (tymczasowo)    | 24 listopada 2009    | 29 listopada 2009    | 1  | 0  | 1  | 0  | 0     | [ 65 ]               |
| Marcin Sasal                  | 29 listopada 2009    | 12 maja 2011         | 45 | 16 | 13 | 16 | 35.56 | [ 65 ] [ 66 ]        |
| Włodzimierz Gąsior            | 14 maja 2011         | 29 maja 2011         | 4  | 2  | 0  | 2  | 50    | [ 67 ]               |
| Leszek Ojrzyński              | 30 lipca 2011        | 3 sierpnia 2013      | 66 | 23 | 19 | 24 | 34,85 | [ 68 ]               |
| Sławomir Grzesik (tymczasowo) | 11 sierpnia 2013     | 11 sierpnia 2013     | 1  | 0  | 0  | 1  | 0     | [ 69 ]               |
| José Rojo Martín              | 26 sierpnia 2013     | 31 maja 2014         | 34 | 10 | 13 | 11 | 29,41 | [ 70 ]               |
| Ryszard Tarasiewicz           | 20 lipca 2014        | 5 czerwca 2015       | 38 | 12 | 11 | 15 | 31,58 | [ 71 ]               |
| Marcin Brosz                  | 19 lipca 2015        | 14 maja 2016         | 38 | 10 | 15 | 13 | 26,32 | [ 72 ]               |
| Tomasz Wilman                 | 17 lipca 2016        | 24 października 2016 | 14 | 4  | 2  | 8  | 28,57 | [ 73 ]               |
| Sławomir Grzesik (tymczasowo) | 28 października 2016 | 5 listopada 2016     | 2  | 1  | 0  | 1  | 50    | [ 69 ]               |
| Maciej Bartoszek              | 2016                 | 2017                 | 22 | 9  | 3  | 10 | 40,91 | [ 74 ]               |
| Gino Lettieri                 | 2017                 | 2019                 | 88 | 30 | 25 | 33 | 34,09 | [ 75 ]               |
| Sławomir Grzesik (tymczasowo) | 2019                 | 2019                 | 1  | 0  | 1  | 0  | 0     | [ 69 ]               |
| Mirosław Smyła                | 2019                 | 2020                 | 18 | 5  | 3  | 10 | 27,78 | [ 76 ]               |
| Maciej Bartoszek              | 2020                 | 2021                 | 33 | 10 | 7  | 16 | 30,30 | [ 74 ]               |
| Kamil Kuzera (tymczasowo)     | 2021                 | 2021                 | 4  | 3  | 1  | 0  | 75    | [ 77 ]               |
| Dominik Nowak                 | 2021                 | 2021                 | 32 | 13 | 8  | 11 | 40,63 | [ 78 ]               |
| Kamil Kuzera (tymczasowo)     | 2021                 | 2021                 | 2  | 1  | 0  | 1  | 50    | [ 77 ]               |
| Leszek Ojrzyński              | 2021                 | 2022                 | 33 | 11 | 10 | 12 | 33,33 | [ 68 ]               |
| Kamil Kuzera                  | 2022                 | 2024                 | 57 | 19 | 18 | 20 | 33,33 | [ 79 ]               |
| Mariusz Arczewski             | 4 sierpnia 2024      | 4 sierpnia 2024      | 1  | 0  | 1  | 0  | 0     | [ 80 ]               |